# Puchar Świata w narciarstwie alpejskim mężczyzn 2016/2017
Puchar Świata w narciarstwie alpejskim mężczyzn 2016/2017 był 51. edycją tej imprezy. Cykl rozpoczął się tradycyjnie w austriackim Sölden, 23 października 2016 roku, zaś zakończył zawodami w Aspen w połowie marca. Mistrzostwa świata odbyły się w lutym w szwajcarskim kurorcie Sankt Moritz.

## Zdobywcy kryształowych kul

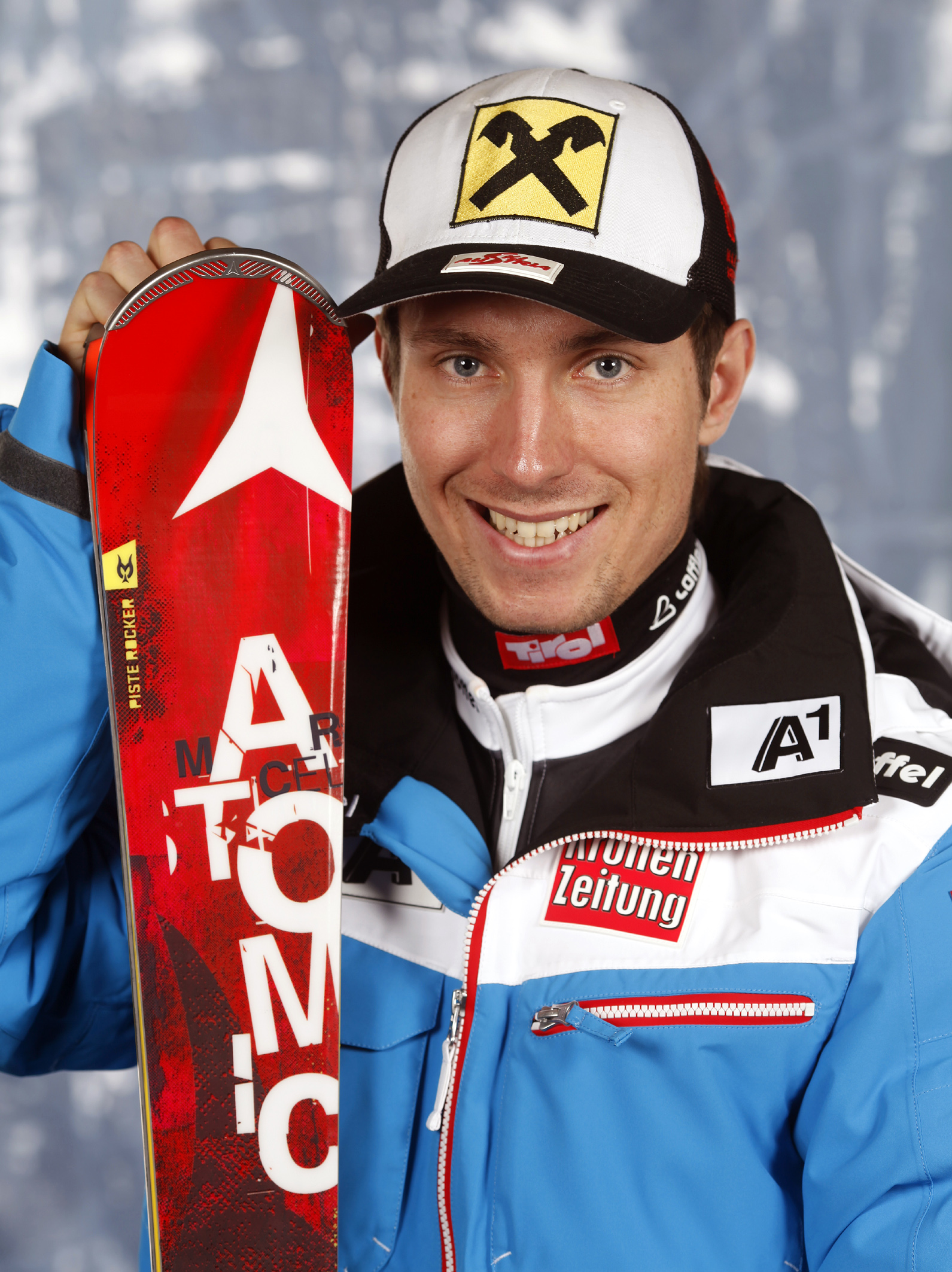
Marcel Hirscher, zwycięzca klasyfikacji generalnej Pucharu Świata oraz klasyfikacji slalomu i giganta
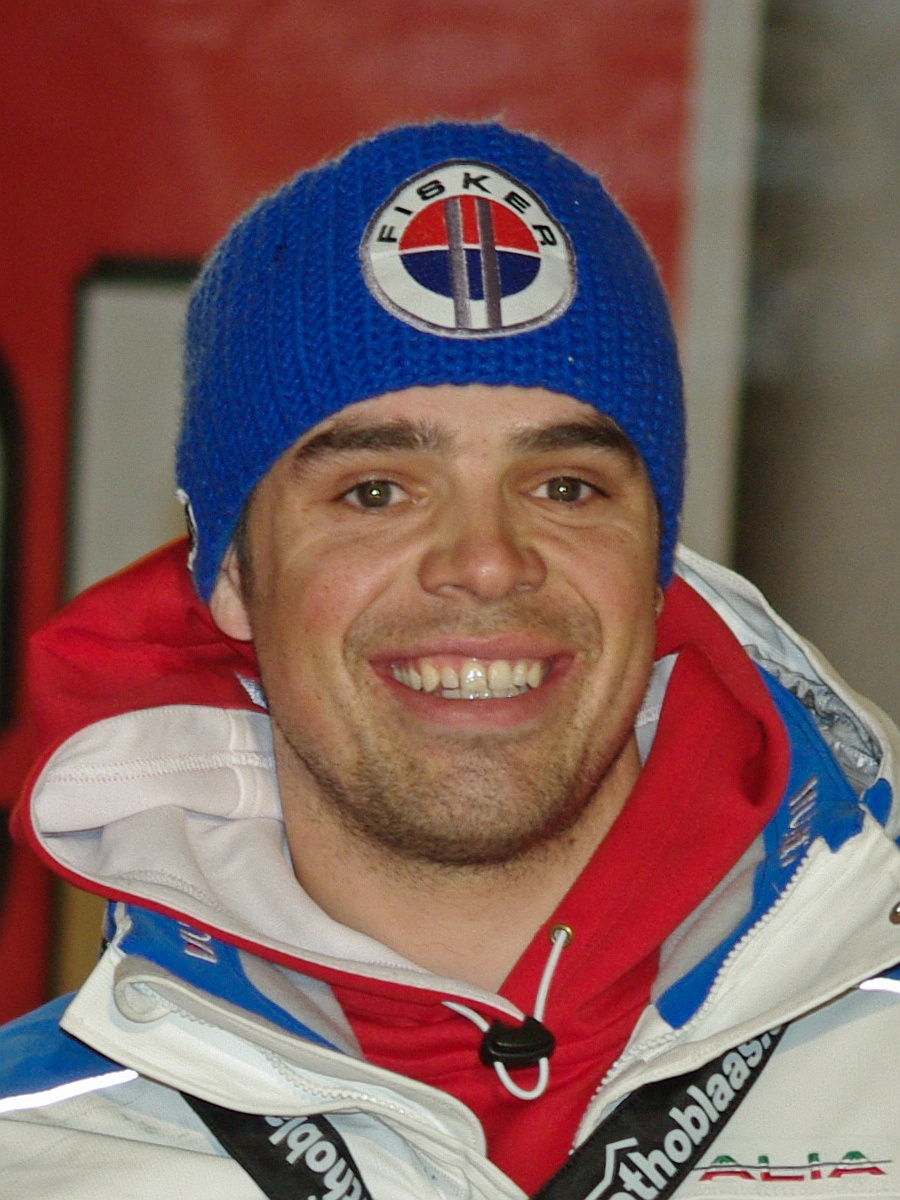
Peter Fill, zwycięzca klasyfikacji zjazdu
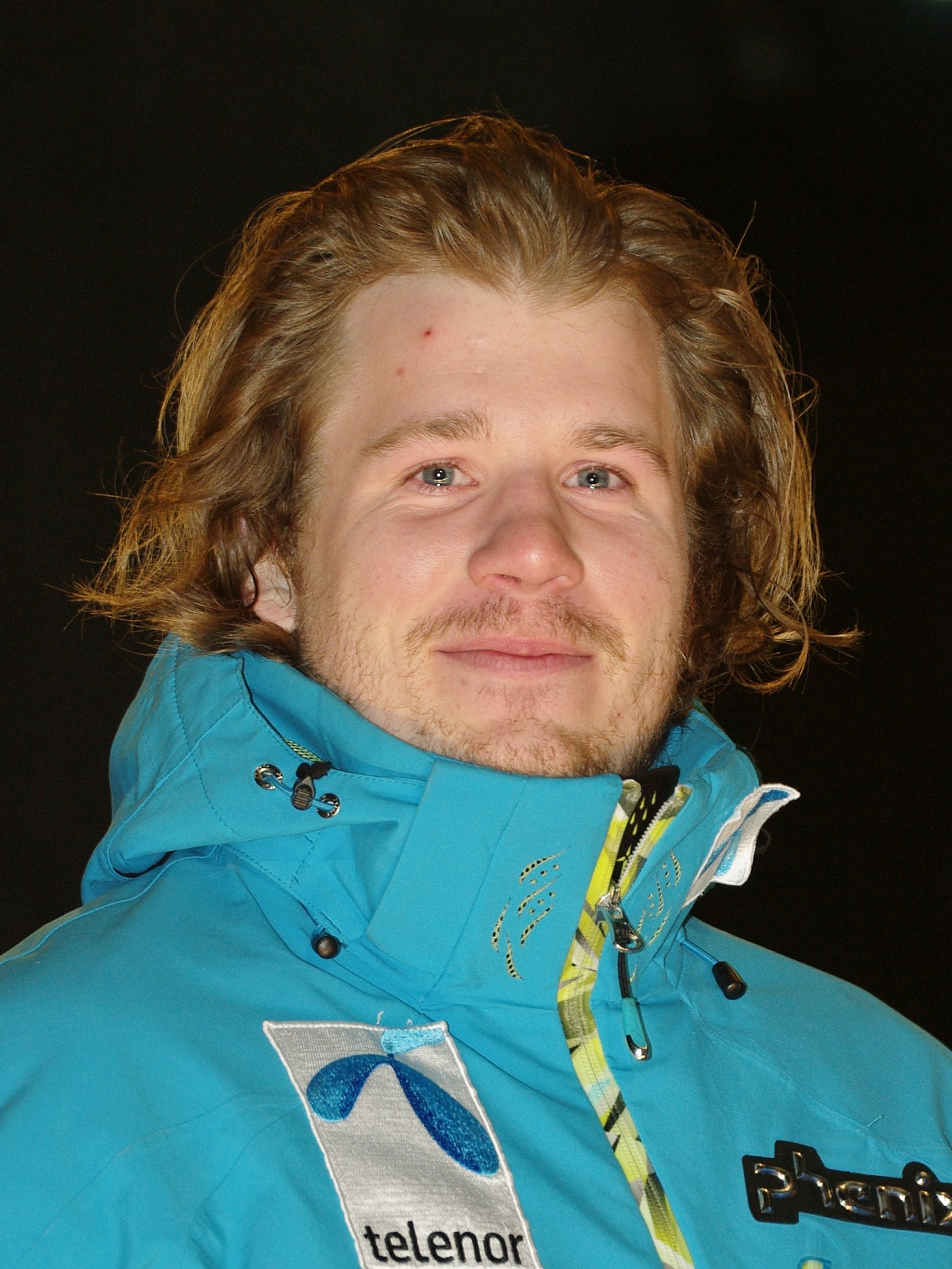
Kjetil Jansrud, zwycięzca klasyfikacji supergiganta
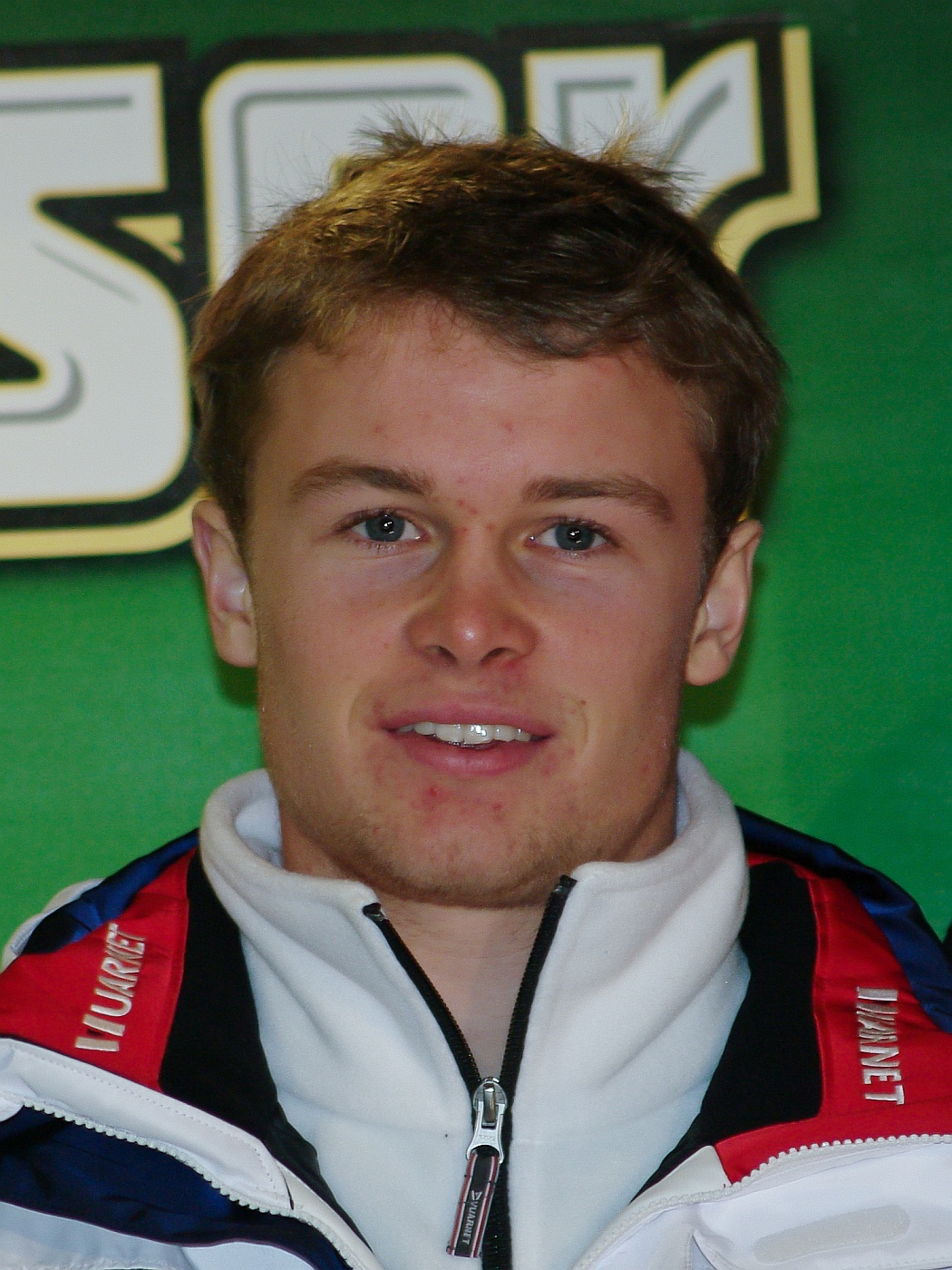
Alexis Pinturault, zwycięzca klasyfikacji superkombinacji
Reprezentanci Austrii, zwycięzcy klasyfikacji drużynowej

## Podium zawodów

### Indywidualnie
| Lp.                                        | Data                 | Miejscowość            | Trasa                         | Konkurencja       | 1. Miejsce           | 2. Miejsce              | 3. Miejsce                             |
| ------------------------------------------ | -------------------- | ---------------------- | ----------------------------- | ----------------- | -------------------- | ----------------------- | -------------------------------------- |
| 1.                                         | 23 października 2016 | Sölden                 | Rettenbach                    | gigant            | Alexis Pinturault    | Marcel Hirscher         | Felix Neureuther                       |
| 2.                                         | 13 listopada 2016    | Levi                   | Levi Black                    | slalom            | Marcel Hirscher      | Michael Matt            | Manfred Mölgg                          |
|                                            | 26 listopada 2016    | Lake Louise            |                               | zjazd             | Zawody odwołane.     | Zawody odwołane.        | Zawody odwołane.                       |
| 27 listopada 2016                          | supergigant          | Lake Louise            |                               |                   | Zawody odwołane.     | Zawody odwołane.        | Zawody odwołane.                       |
|                                            | 2 grudnia 2016       | Beaver Creek           |                               | zjazd             | Zawody odwołane.     | Zawody odwołane.        | Zawody odwołane.                       |
| 3 grudnia 2016                             | supergigant          | Beaver Creek           |                               |                   | Zawody odwołane.     | Zawody odwołane.        | Zawody odwołane.                       |
| 4 grudnia 2016                             | gigant               | Beaver Creek           |                               |                   | Zawody odwołane.     | Zawody odwołane.        | Zawody odwołane.                       |
| 3.                                         | 2 grudnia 2016       | Val d’Isère            | O.K.                          | supergigant       | Kjetil Jansrud       | Aksel Lund Svindal      | Dominik Paris                          |
| 4.                                         | 3 grudnia 2016       | Val d’Isère            | O.K.                          | zjazd             | Kjetil Jansrud       | Peter Fill              | Aksel Lund Svindal                     |
| 5.                                         | 4 grudnia 2016       | Val d’Isère            | O.K.                          | gigant            | Mathieu Faivre       | Marcel Hirscher         | Alexis Pinturault                      |
| 6.                                         | 10 grudnia 2016      | Val d’Isère            | Stade Olympique de Bellevarde | gigant            | Alexis Pinturault    | Marcel Hirscher         | Henrik Kristoffersen                   |
| 7.                                         | 11 grudnia 2016      | Val d’Isère            | Stade Olympique de Bellevarde | slalom            | Henrik Kristoffersen | Marcel Hirscher         | Aleksandr Choroszyłow                  |
| 8.                                         | 16 grudnia 2016      | Val Gardena            | Saslong                       | supergigant       | Kjetil Jansrud       | Aleksander Aamodt Kilde | Erik Guay                              |
| 9.                                         | 17 grudnia 2016      | Val Gardena            | Saslong                       | zjazd             | Max Franz            | Aksel Lund Svindal      | Steven Nyman                           |
| 10.                                        | 18 grudnia 2016      | Alta Badia             | Gran Risa                     | gigant            | Marcel Hirscher      | Mathieu Faivre          | Florian Eisath                         |
| 11.                                        | 19 grudnia 2016      | Alta Badia             | Gran Risa                     | gigant równoległy | Cyprien Sarrazin     | Carlo Janka             | Kjetil Jansrud                         |
| 12.                                        | 22 grudnia 2016      | Madonna di Campiglio   | Canalone Miramonti            | slalom            | Henrik Kristoffersen | Marcel Hirscher         | Stefano Gross                          |
| 13.                                        | 27 grudnia 2016      | Santa Caterina         | Deborah Compagnoni            | supergigant       | Kjetil Jansrud       | Hannes Reichelt         | Dominik Paris                          |
|                                            | 28 grudnia 2016      | Santa Caterina         |                               | zjazd             | Zawody odwołane.     | Zawody odwołane.        | Zawody odwołane.                       |
| 14.                                        | 29 grudnia 2016      | Santa Caterina         | Deborah Compagnoni            | superkombinacja   | Alexis Pinturault    | Marcel Hirscher         | Aleksander Aamodt Kilde                |
| 15.                                        | 5 stycznia 2017      | Zagrzeb                | Crveni Spust                  | slalom            | Manfred Mölgg        | Felix Neureuther        | Henrik Kristoffersen                   |
| 16.                                        | 7 stycznia 2017      | Adelboden              | Chuenisbärgli                 | gigant            | Alexis Pinturault    | Marcel Hirscher         | Philipp Schörghofer                    |
| 17.                                        | 8 stycznia 2017      | Adelboden              | Chuenisbärgli                 | slalom            | Henrik Kristoffersen | Manfred Mölgg           | Marcel Hirscher                        |
| 18.                                        | 13 stycznia 2017     | Wengen                 | Männlichen/Lauberhorn         | superkombinacja   | Niels Hintermann     | Maxence Muzaton         | Frederic Berthold                      |
|                                            | 14 stycznia 2017     | Wengen                 |                               | zjazd             | Zawody odwołane.     | Zawody odwołane.        | Zawody odwołane.                       |
| 19.                                        | 15 stycznia 2017     | Wengen                 | Jungfrau/Männlichen           | slalom            | Henrik Kristoffersen | Marcel Hirscher         | Felix Neureuther                       |
| 20.                                        | 20 stycznia 2017     | Kitzbühel              | Streifalm                     | supergigant       | Matthias Mayer       | Christof Innerhofer     | Beat Feuz                              |
| 21.                                        | 21 stycznia 2017     | Kitzbühel              | Streifalm                     | zjazd             | Dominik Paris        | Valentin Giraud Moine   | Johan Clarey                           |
| 22.                                        | 22 stycznia 2017     | Kitzbühel              | Ganslern                      | slalom            | Marcel Hirscher      | Dave Ryding             | Aleksandr Choroszyłow                  |
| 23.                                        | 24 stycznia 2017     | Schladming             | Planai                        | slalom            | Henrik Kristoffersen | Marcel Hirscher         | Aleksandr Choroszyłow                  |
| 24.                                        | 27 stycznia 2017     | Garmisch-Partenkirchen | Kandahar 2                    | zjazd             | Travis Ganong        | Kjetil Jansrud          | Peter Fill                             |
| 25.                                        | 28 stycznia 2017     | Garmisch-Partenkirchen | Kandahar 1                    | zjazd             | Hannes Reichelt      | Peter Fill              | Beat Feuz                              |
| 26.                                        | 29 stycznia 2017     | Garmisch-Partenkirchen | Kandahar 2                    | gigant            | Marcel Hirscher      | Matts Olsson            | Stefan Luitz                           |
| 27.                                        | 31 stycznia 2017     | Sztokholm              | –                             | slalom równoległy | Linus Straßer        | Alexis Pinturault       | Mattias Hargin                         |
| 44. Mistrzostwa Świata 2017 – Sankt Moritz |                      |                        |                               |                   |                      |                         |                                        |
| 28.                                        | 24 lutego 2017       | Kvitfjell              | Olympiabakken                 | zjazd             | Boštjan Kline        | Matthias Mayer          | Kjetil Jansrud                         |
| 29.                                        | 25 lutego 2017       | Kvitfjell              | Olympiabakken                 | zjazd             | Kjetil Jansrud       | Peter Fill              | Beat Feuz                              |
| 30.                                        | 26 lutego 2017       | Kvitfjell              | Olympiabakken                 | supergigant       | Peter Fill           | Hannes Reichelt         | Erik Guay                              |
| 31.                                        | 4 marca 2017         | Kranjska Gora          | Podkoren 3                    | gigant            | Marcel Hirscher      | Leif Kristian Haugen    | Matts Olsson                           |
| 32.                                        | 5 marca 2017         | Kranjska Gora          | Podkoren 3                    | slalom            | Michael Matt         | Stefano Gross           | Felix Neureuther                       |
| 33.                                        | 15 marca 2017        | Aspen                  | Ruthie’s Run/America’s DH     | zjazd             | Dominik Paris        | Peter Fill              | Carlo Janka                            |
| 34.                                        | 16 marca 2017        | Aspen                  | Ruthie’s Run                  | supergigant       | Hannes Reichelt      | Dominik Paris           | Aleksander Aamodt Kilde Mauro Caviezel |
| 35.                                        | 18 marca 2017        | Aspen                  | Lower Ruthie’s Run            | gigant            | Marcel Hirscher      | Felix Neureuther        | Mathieu Faivre                         |
| 36.                                        | 19 marca 2017        | Aspen                  | Lower Ruthie’s Run            | slalom            | André Myhrer         | Felix Neureuther        | Michael Matt                           |

### Drużynowy slalom gigant równoległy
| Data          | Miejscowość | 1. Miejsce                                                                   | 2. Miejsce                                                         | 3. Miejsce                                                                                      |
| ------------- | ----------- | ---------------------------------------------------------------------------- | ------------------------------------------------------------------ | ----------------------------------------------------------------------------------------------- |
| 17 marca 2017 | Aspen       | Szwecja · Frida Hansdotter · Emelie Wikström · Mattias Hargin · André Myhrer | Niemcy · Lena Dürr · Marina Wallner · Stefan Luitz · Linus Straßer | Francja · Adeline Baud-Mugnier · Coralie Frasse Sombet · Jean-Baptiste Grange · Julien Lizeroux |

## Wyniki reprezentantów Polski
| Zawodnik | Sölden 23.10 | Levi 13.11 | Val d’Isère 02.12 | Val d’Isère 03.12 | Val d’Isère 04.12 | Val d’Isère 10.12 | Val d’Isère 11.12 | Val Gardena 16.12 | Val Gardena 17.12 | Alta Badia 18.12 | Alta Badia 19.12 | Madonna di Campiglio 22.12 | Santa Caterina 27.12 | Santa Caterina 29.12 | Zagrzeb 05.01 | Adelboden 07.01 | Adelboden 08.01 | Wengen 13.01 | Wengen 15.01 | Kitzbühel 20.01 | Kitzbühel 21.01 | Kitzbühel 22.01 | Schladming 24.01 | Ga-Pa 27.01 | Ga-Pa 28.01 | Ga-Pa 29.01 | Sztokholm 31.01 | Kvitfjell 24.02 | Kvitfjell 25.02 | Kvitfjell 26.02 | Kranjska Gora 04.03 | Kranjska Gora 05.03 | Aspen 15.03 | Aspen 16.03 | Aspen 17.03 | Aspen 18.03 | Aspen 19.03 |
| Paweł Babicki | –            | –          | –                 | –                 | –                 | –                 | –                 | –                 | 59                | –                | –                | –                          | –                    | –                    | –             | –               | –               | –            | –            | –               | –               | –               | –                | –           | –           | –           | –               | –               | –               | –               | –                   | –                   | –           | –           | –           | –           | –           |
| Maciej Bydliński | –            | –          | –                 | –                 | –                 | –                 | –                 | –                 | –                 | –                | –                | –                          | dnf1                 | 39                   | –             | –               | –               | dnf1         | –            | –               | –               | –               | –                | –           | –           | –           | –               | –               | –               | –               | –                   | –                   | –           | –           | –           | –           | –           |
| Piotr Habdas | dnq75        | –          | –                 | –                 | –                 | –                 | –                 | –                 | –                 | –                | –                | –                          | –                    | –                    | –             | –               | –               | –            | –            | –               | –               | –               | –                | –           | –           | –           | –               | –               | –               | –               | –                   | –                   | –           | –           | –           | –           | –           |
| Michał Jasiczek | –            | dnq46      | –                 | –                 | –                 | –                 | –                 | –                 | –                 | –                | –                | dnq31                      | –                    | –                    | dnf1          | –               | –               | –            | dnf1         | –               | –               | dnf1            | dnf1             | –           | –           | –           | –               | –               | –               | –               | –                   | –                   | –           | –           | –           | –           | –           |
| Michał Kłusak | –            | –          | –                 | –                 | –                 | –                 | –                 | 65                | –                 | –                | –                | –                          | –                    | dns1                 | –             | –               | –               | –            | –            | –               | –               | –               | –                | –           | –           | –           | –               | –               | –               | –               | –                   | –                   | –           | –           | –           | –           | –           |
| Miejsca na podium Punktowane miejsca Niepunktowane miejsca dnf – Zawodnik nie ukończył przejazdu. dns – Zawodnik nie wystartował. dsq – Zawodnik został zdyskwalifikowany. dnq – Zawodnik nie zakwalifikował się do drugiego przejazdu, cyfry na górze, pokazują miejsce zajęte przez zawodnika w 1. przejeździe. 1 – Zawodnik nie wystartował, nie ukończył przejazdu lub został zdyskwalifikowany w 1. rundzie. 2 – Zawodnik nie wystartował, nie ukończył przejazdu lub został zdyskwalifikowany w 2. rundzie. |              |            |                   |                   |                   |                   |                   |                   |                   |                  |                  |                            |                      |                      |               |                 |                 |              |              |                 |                 |                 |                  |             |             |             |                 |                 |                 |                 |                     |                     |             |             |             |             |             |

## Klasyfikacje
| Lp. | Zawodnik                | Punkty |
| --- | ----------------------- | ------ |
| 1.  | Marcel Hirscher         | 1599   |
| 2.  | Kjetil Jansrud          | 924    |
| 3.  | Henrik Kristoffersen    | 903    |
| 4.  | Alexis Pinturault       | 875    |
| 5.  | Felix Neureuther        | 790    |
| 6.  | Peter Fill              | 693    |
| 7.  | Aleksander Aamodt Kilde | 668    |
| 8.  | Dominik Paris           | 653    |
| 9.  | Manfred Mölgg           | 580    |
| 10. | Hannes Reichelt         | 556    |

| Lp. | Zawodnik        | Punkty |
| --- | --------------- | ------ |
| 1.  | Peter Fill      | 454    |
| 2.  | Kjetil Jansrud  | 431    |
| 3.  | Dominik Paris   | 371    |
| 4.  | Beat Feuz       | 259    |
| 5.  | Erik Guay       | 255    |
| 6.  | Hannes Reichelt | 253    |
| 7.  | Carlo Janka     | 240    |
| 8.  | Matthias Mayer  | 237    |
| 9.  | Adrien Théaux   | 233    |
| 10. | Boštjan Kline   | 230    |

| Lp. | Zawodnik                | Punkty |
| --- | ----------------------- | ------ |
| 1.  | Kjetil Jansrud          | 394    |
| 2.  | Hannes Reichelt         | 303    |
| 3.  | Aleksander Aamodt Kilde | 299    |
| 4.  | Dominik Paris           | 277    |
| 5.  | Peter Fill              | 226    |
| 6.  | Max Franz               | 190    |
| 7.  | Matthias Mayer          | 189    |
| 8.  | Beat Feuz               | 187    |
| 9.  | Erik Guay               | 175    |
| 10. | Mauro Caviezel          | 135    |

| Lp. | Zawodnik             | Punkty |
| --- | -------------------- | ------ |
| 1.  | Marcel Hirscher      | 733    |
| 2.  | Mathieu Faivre       | 440    |
| 3.  | Alexis Pinturault    | 439    |
| 4.  | Felix Neureuther     | 370    |
| 5.  | Henrik Kristoffersen | 328    |
| 6.  | Leif Kristian Haugen | 282    |
| 7.  | Stefan Luitz         | 281    |
| 8.  | Matts Olsson         | 264    |
| 9.  | Florian Eisath       | 252    |
| 10. | Philipp Schörghofer  | 184    |

| Lp. | Zawodnik              | Punkty |
| --- | --------------------- | ------ |
| 1.  | Marcel Hirscher       | 735    |
| 2.  | Henrik Kristoffersen  | 575    |
| 3.  | Manfred Mölgg         | 476    |
| 4.  | Felix Neureuther      | 420    |
| 5.  | Michael Matt          | 382    |
| 6.  | Aleksandr Choroszyłow | 372    |
| 7.  | Stefano Gross         | 345    |
| 8.  | Dave Ryding           | 338    |
| 9.  | André Myhrer          | 284    |
| 10. | Mattias Hargin        | 270    |

| Lp. | Zawodnik                | Punkty |
| --- | ----------------------- | ------ |
| 1.  | Alexis Pinturault       | 111    |
| 2.  | Niels Hintermann        | 100    |
| 3.  | Aleksander Aamodt Kilde | 92     |
| 4.  | Justin Murisier         | 86     |
| 5.  | Marcel Hirscher         | 80     |
| 5.  | Maxence Muzaton         | 80     |
| 7.  | Valentin Giraud Moine   | 79     |
| 8.  | Frederic Berthold       | 60     |
| 9.  | Victor Muffat-Jeandet   | 58     |
| 10. | Mauro Caviezel          | 54     |